# Ruisseau du Tordre
Le ruisseau du Tordre est une rivière française qui coule en Tarn-et-Garonne. C'est un affluent du ruisseau de la Tauge en rive gauche, donc un sous-affluent de la Garonne par l'Aveyron puis par le Tarn. 

## Géographie
De 10,3 km de longueur, le ruisseau du Tordre prend sa source sur la commune de Génébrières et se jette dans le ruisseau de la Tauge sur la commune de Saint-Étienne-de-Tulmont. 
Un barrage en terre principalement établi sur la commune de Léojac forme le lac du Tordre mis en eau en 1992, retenant 3,2 millions de m3 à des fins d'irrigation.

## Départements et communes traversées
- Tarn-et-Garonne : Génébrières, Saint-Étienne-de-Tulmont, Léojac.

## Principaux affluents
- le ruisseau de Fourquou 1,9 km
- le ruisseau des Carlétis 3 km
- le ruisseau de Male 2,4 km